# Maria Eleonora Jülich-Kleve-Berg
Marie Eleonore (ur. 16 czerwca 1550 w Cleve, zm. 1 czerwca 1608 w Królewcu) – księżniczka Jülich-Kleve-Berg i poprzez małżeństwo księżna pruska.

## Życiorys
Urodziła się jako najstarsza córka księcia Jülich-Kleve-Berg Wilhelma Bogatego i jego żony księżnej Marii.
14 października 1573 w Królewcu poślubiła księcia w Prusach Albrechta Fryderyka. Para miała siedmioro dzieci:
- księżniczkę Annę (1576–1625)
- księżniczkę Marię (1579–1649)
- księcia Albrechta (1580–1580)
- księżniczkę Zofię (1582–1610)
- księżniczkę Eleonorę (1583–1607)
- księcia Wilhelma Fryderyka (1585–1586)
- księżniczkę Magdalenę Sybillę (1586–1659)